# Le Petit Léonard
 (mars 2015).
Si vous disposez d'ouvrages ou d'articles de référence ou si vous connaissez des sites web de qualité traitant du thème abordé ici, merci de compléter l'article en donnant les références utiles à sa vérifiabilité et en les liant à la section « Notes et références ».
Le Petit Léonard est une revue d'art mensuelle pour jeunes (écoliers et collégiens), publiée par les éditions Faton depuis 1997. Il traite de l'art, de la Préhistoire à nos jours, des musées, des monuments, de l'architecture et des grandes inventions.